# Стребель, Оливье
Оливье́ Стре́бель (фр. Olivier Strebelle; 20 января 1927, Брюссель — 29 июля 2017) — бельгийский скульптор, наряду с Пьером Алешинским примыкавший к авангардистскому движению КОБРА.
Стребель является одним из наиболее ярких художников-символистов своей страны. Родившись в семье художника, будущий авангардист с ранних лет обучался работе с керамикой и скульптуре. К двадцати годам он уже заработал репутацию и приобрел широкую известность, был приглашён преподавать во многие университеты по всему миру. Сегодня его скульптуры представлены в основных городах Европы, США и Азии.
Одна из работ «Похищение Европы» была подарена Бельгией Москве и установлена в фонтане на площади Европы (открыт в сентябре 2002).

## Награды
- Большая Римская премия (1956)
- Медаль Пушкина (Россия, 29 сентября 2005 года) — за большой вклад в развитие и укрепление российско-бельгийских культурных связей[2].